# Trained band

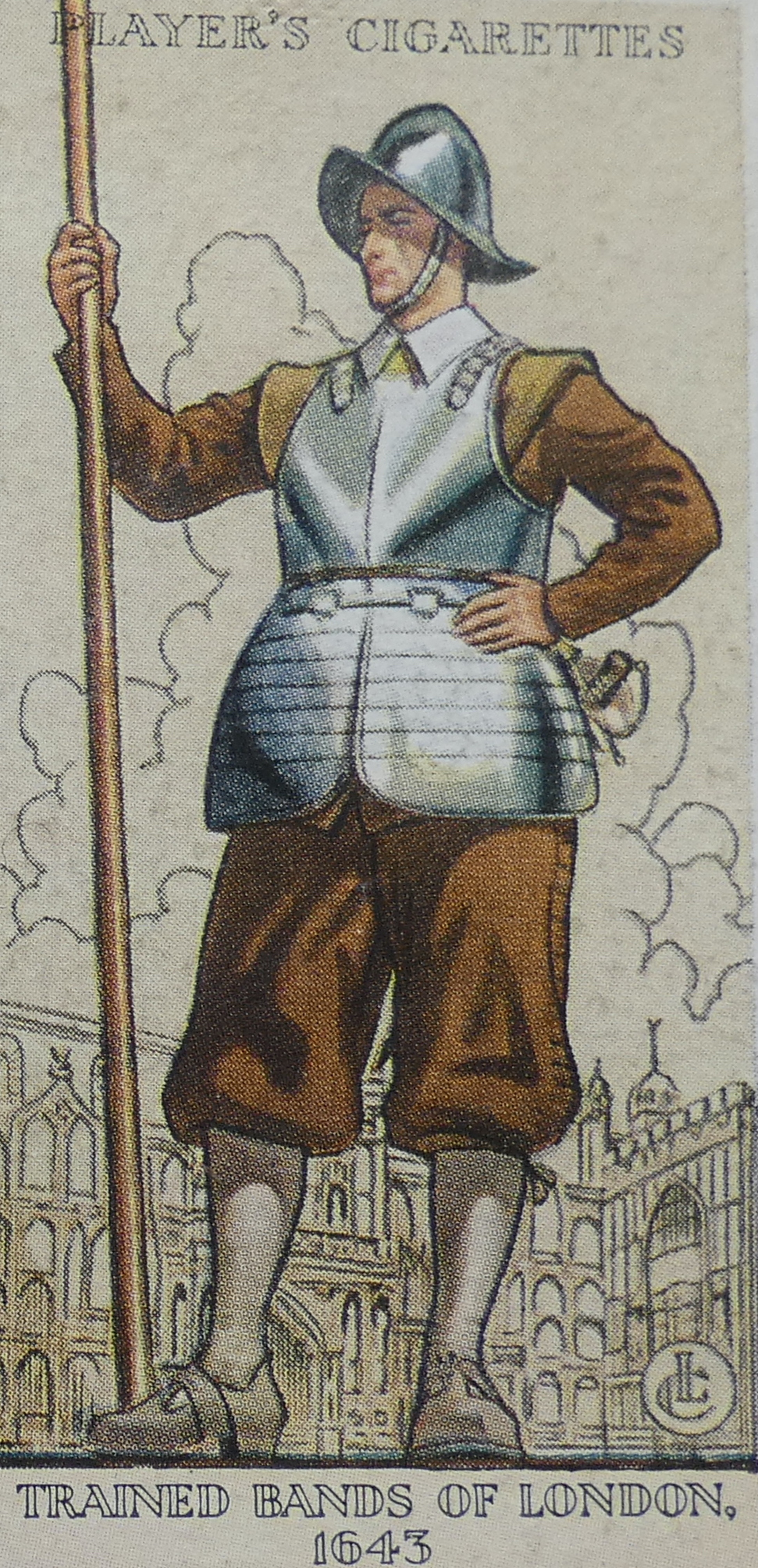
Un membro della milizia di Londra nel 1643

Le Trained Bands erano una guardia civica, o milizia borghese, attiva in Inghilterra, Galles e nelle Americhe durante l'età moderna. Organizzate per la prima volta nel XVI secolo, furono sciolte nel XVIII. Successivamente il termine fu usato per indicare la milizia di Londra.
In Inghilterra e Galles le Trained Bands erano organizzate per contea. Avrebbero dovuto esercitarsi regolarmente, ma questo avveniva raramente nella pratica. In caso di guerra le Trained Bands costituivano il nerbo dell'esercito regolare, anche se molte bande erano riluttanti a prestare servizio al di fuori delle loro contee di origine. Le Trained Bands esistevano anche nelle colonie americane, dove erano chiamate Trainbands. Organizzazioni simili includono la Schutterij olandese e la milizia svizzera.

## Trained Bands in Inghilterra e Galles
Fondate nel 1572 e organizzate per contea, solo con l'"Exact Militia Programme" del 1625 iniziarono a ricevere un addestramento regolare. Anche allora, gli standard variavano notevolmente da regione a regione e dipendevano dal livello di sostegno finanziario della nobiltà locale. Sebbene Carlo I abbia cercato di radunare circa 30.000 miliziani per le guerre dei vescovi del 1639 e del 1640, le Trained Bands mostrarono una notevole riluttanza a prestare servizio al di fuori delle loro contee e una parte era armata solo di archi lunghi. Nel 1588, le Trained Bands erano composte da 79.798 uomini, classificati in base alla loro arma principale: 36% archibugieri, 6% moschettieri, 16% arcieri, 26% picchieri e 16% biliardieri.
Nel febbraio 1638 fu pubblicato un manuale di esercitazioni militari standard che fu utilizzato durante le Guerre dei tre regni dal 1639 al 1653.
La più grande Trained Band era quella dello Yorkshire, che contava 12.000 uomini, seguita da quella di Londra, che ne contava 8.000, portati a 20.000 nel 1642. Contee come lo Shropshire o il Glamorgan avevano meno di 500 uomini.
Nelle prime fasi della guerra civile inglese, le Trained Bands costituirono la maggior parte delle forze messe in campo sia dai realisti che dai parlamentari. Furono rapidamente sostituite da forze di soldati professionisti, la più importante delle quali fu il New Model Army.